# Dème d'Evrymenés (Ioánnina)
Ne doit pas être confondu avec Evrymenés (Larissa).
Le dème d'Evrymenés, en grec moderne : Δήμος Ευρυμενών / Dímos Evrymenón, est un ancien dème du district régional d'Ioánnina, en Épire, Grèce. Depuis 2010, il est fusionné au sein du dème de Zítsa.
Selon le recensement de 2011, la population du dème compte 1 009 habitants.